# Journal de Charleroi
Le Journal de Charleroi was een Belgisch Franstalig dagblad.

## Historiek
De krant werd opgericht in 1838. In 1919 had zij een oplage van 60000. In 1912 publiceerde Jules Destrée zijn open brief aan koning Albert in deze krant. Tot haar medewerkers behoorde de Nobelprijswinnaar Henri La Fontaine.
De krant fuseerde in 1966 met L'Indépendance tot Le Journal et Indépendance en op 1 januari 1980 werd Le Peuple overgenomen. In 1997 werd het blad overgenomen door de Groupe Rossel samen met de twee andere socialistisch bladen, met name La Wallonie en Le Peuple. Deze drie bladen fuseerden in 1998 tot Le Matin.